# Dorothy Walcott Weeks
Dorothy Walcott Weeks (Filadélfia, 3 de maio de 1893 – Massachusetts, 4 de junho de 1990) foi um matemática e físicas estadunidense. Em 1930 foi a primeira mulher a obter um doutorado em matemática no Instituto de Tecnologia de Massachusetts (MIT).

## Formação e carreira
Weeks estudou de 1912 a 1916 no Wellesley College em Massachusetts e depois trabalhou como professora e escriturária de estatística antes de se tornar a terceira mulher a trabalhar como examinadora de patentes no Escritório de Patentes dos Estados Unidos em 1917. De 1918 a 1919 estudou física e quimica na Universidade Cornell. Em 1920 trabalhou para o National Bureau of Standards, tornou-se assistente de laboratório no laboratório de física do MIT, onde se tornou instrutora em 1922. Também estudou enquanto trabalhava no MIT e recebeu um diploma de mestre em física experimental em 1923. Após a formatura lecionou na Buckingham School em Cambridge, Massachusetts, enquanto continuava a lecionar no MIT. Em 1924 obtev um segundo mestrado na Prince School of Business do Simmons College. Lecionou física no Wellesley College até 1928, enquanto fazia seu PhD no MIT. Em 1930 obteve um doutorado em física teórica do Departamento de Matemática do MIT, orientada por Norbert Wiener, com a tese A Study of the Interference of Polarized Light by the Method of Coherency Matrices. Depois de completar seus estudos, desenvolveu e chefiou o departamento de física do Wilson College em Chambersburg, Pensilvânia, com algumas interrupções, de 1930 a 1956. Em 1932 fez pesquisas em Cambridge, Inglaterra, e participou do Congresso Internacional de Matemáticos em Zurique e da International Federation of University Women Convention em Edimburgo. Em 1933 lecionou matemática e química na Central High School em Washington. Em 1935 voltou ao MIT e iniciou um programa de pesquisa em espectroscopia atômica. Sua pesquisa foi apoiada por uma bolsa da Academia de Artes e Ciências dos Estados Unidos. Durante a Segunda Guerra Mundial lecionou eletricidade, mecânica e um curso de gestão científica de guerra no Wilson College. De 1943 a 1945 trabalhou no escritório de ligação da Agência dos Estados Unidos para Pesquisa e Desenvolvimento Científico (OSRD), supervisionando o departamento de relatórios do Reino Unido. Após a guerra voltou ao Wilson College como professora de física e chefe de departamento. De 1949 a 1950 foi bolsista Guggenheim no MIT. De 1956 a 1964 trabalhou como física no Watertown Arsenal Ordnance Materials Research Office em um projeto, que desenvolveu material de proteção radiológica para uso contra armas nucleares, neutronicas e raios gama. Em 1964 trabalhou como espectroscopista para o projeto de satélite solar apoiado pela NASA no Harvard College Observatory. A American Association of University Women a homenageou em 1969 com seu prêmio de conquista e mais tarde fundou a bolsa internacional Dorothy W. Weeks.

## Publicações selecionadas
- 1934: Three mathematical methods of analyzing polarized light. J. Math. Physics 13, p.371–79
- 1934: A study of sixteen coherency matrices. J. Math. Physics 13, p.380–86
- 1944: An analysis of the Zeeman patterns of the spectrum of Fe 1. Trans. Amer. Philos. Soc. n.s. 34, pt. 2, p.181–206
- 1946: mit L. Pearce: The problem of atomic energy. J. Amer. Assoc. Univ. Women 39, p.81–82
- 1951: After our international students return home. J. Amer. Assoc. Univ. Women 44, p.89–90
- 1955: Woman power shortage in the physical sciences. J. Amer. Assoc. Univ. Women 48, p.146–49
- 1960: Women in physics today. Phys. Today 13 (8), p.22–23
- 1962: Editorial: The Land-Grant colleges. J. Amer. Assoc. Univ. Women 55, p.109
- 1971: Women – who extend scientific knowledge. Wellesley Alum. Mag. 55 (Summer), p.1–2
- 1974: The best possible education. In Wellesley After-Images: Reflections on their College Years by Forty-Five Alumnae, 31–33. Los Angeles: Wellesley Club of Los Angeles, 1974
- 1975: mit H. B. Creighton: The early years in the sciences: pioneer professors. Wellesley Alum. Mag. (Winter) 59, p.28–29
- 1967: mit E. A. Simpson: Absorption Spectrum of Iron in the Vacuum Ultraviolet 2950–1588 A. Harvard College Observatory Scientific Report no. 19. Cambridge, Mass.: Harvard College Observatory.